# Klein Paardenburg
Bistro Klein Paardenburg was een eetgelegenheid in Ouderkerk aan de Amstel, Nederland. Het had in de perioden 1976-1979 en 1985-1990 één Michelinster.
Klein Paardenburg werd in 1967 gekocht door Ton Fagel, die het restaurant overnam van Henk Beke. Hij stopte in 1997 als kok, waarna het restaurant "zijn ster en zijn glans" verloor. Fagel verkocht het restaurant weer in 1998, waarna het doorging onder dezelfde naam.
Als chef-kok tijdens de sterperioden worden naast Ton Fagel, ook Jean Jacques Desplanques (1977) en Erik de Boer (1992) genoemd. Paul Fagel heeft ook als chef-kok in het restaurant gewerkt, maar was al vertrokken voordat de ster toegekend werd.